# Lev Dovator
Lev Mikhaïlovitch Dovator (en russe : Лев Миха́йлович Дова́тор), né le 20 février 1903 et mort le 19 décembre 1941, est un militaire soviétique, héros de l'Union soviétique. En tant que général des Cosaques du 2e Corps de Cavalerie, incorporé au sein de la 5e armée soviétique, les troupes de Lev Dovator se sont illustrées lors de la bataille de Moscou au cours de laquelle il est tué.

## Biographie

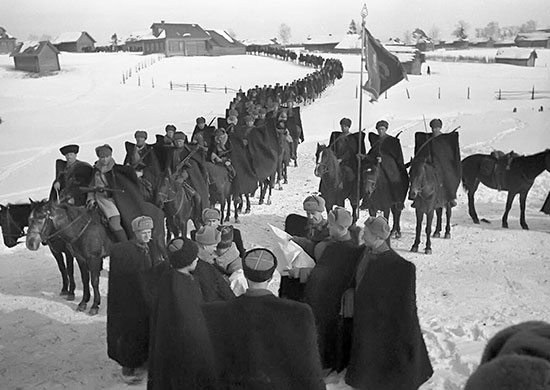
Le général de division de la garde L.M. Dovator avec ses cavaliers

Lev Mikhaïlovitch Dovator nait dans une famille de paysans pauvre de la région de Vitebsk (aujourd'hui en Biélorussie). Il travaille à l'usine lorsque la Révolution de 1917 éclate.
Lev Dovator fait rapidement partie du Comité révolutionnaire et devient un militant actif notamment des Komsomols. En 1924 il s'engage  dans les rangs de l'Armée rouge. Il intègre l'année suivante une école de chimistes militaires dont il ressort instructeur chimiste auprès de la 7e division de cavalerie avant d'intégrer l'école de cavalerie en 1926.
Membre officiel du parti en 1928, il est nommé commandant de peloton dans le 27e régiment de cavalerie de la 5e division, district du Caucase Nord. Affecté à la frontière de Mongolie en Bouriatie en 1931, il est nommé commissaire politique du 1er régiment de cavalerie en 1933, puis dans un bataillon de reconnaissance de la 93e division d'infanterie en mai 1935.
De 1936 et 1939, Lev Dovator étudie à l'Académie militaire Frounze de Moscou et échappe aux purges de 1938. Il est affecté en janvier comme chef de l’état-major de la 1re brigade de cavalerie spéciale à Moscou.
Muté en Biélorussie comme chef d’état-major à la 36e division de cavalerie, il est colonel lors de l'invasion allemande de 1941.

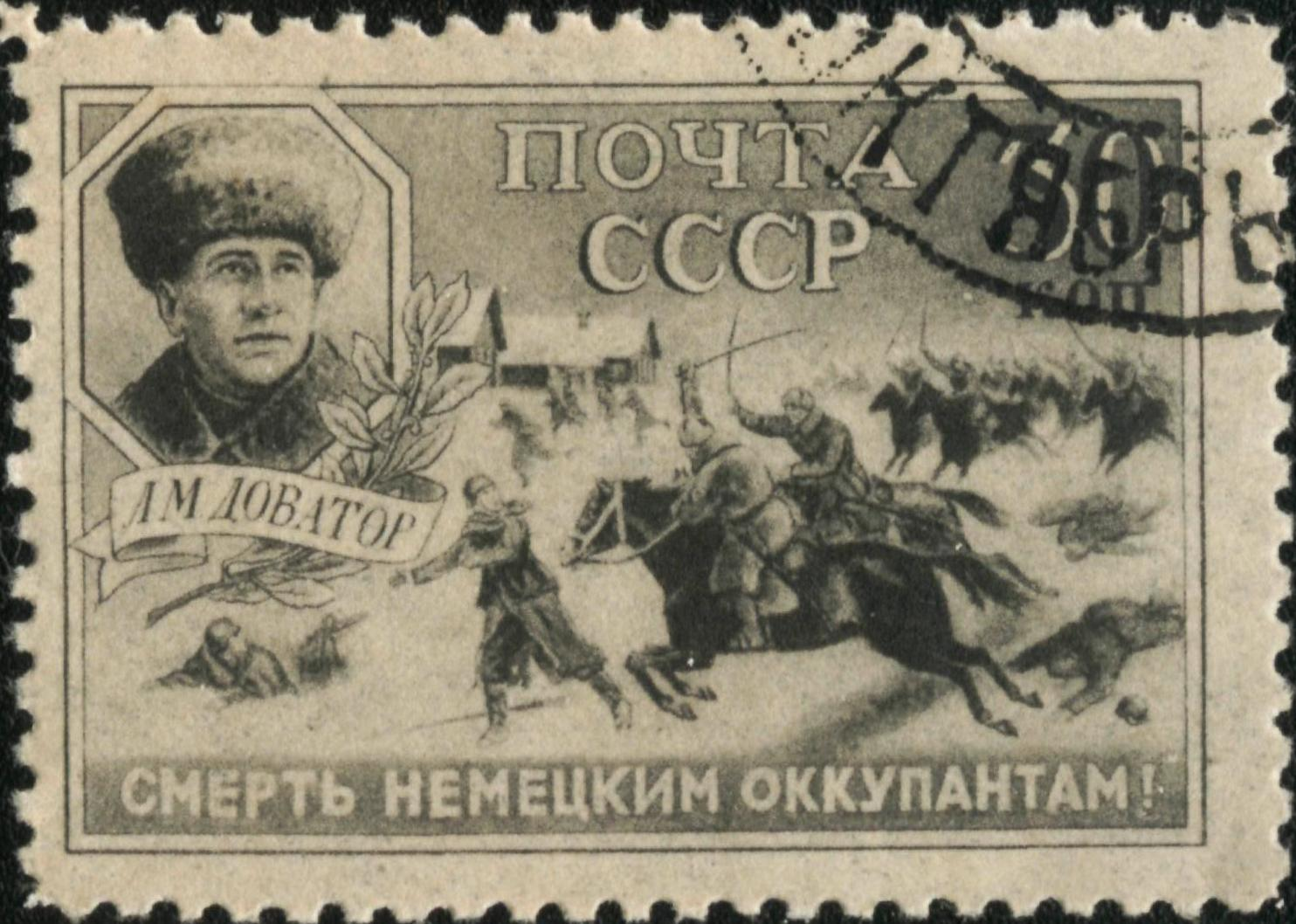
Timbre soviétique publié pendant la guerre représentant le major-général Lev Mikhaïlovitch Dovator et sa cavalerie cosaque. Le texte dit « Mort aux envahisseurs allemands ! »